# Mindspark
Mindspark es un programa de aprendizaje adaptado, que fue creado con propósitos educativos. Es una aplicación basada en la nube, que puede funcionar en ordenadores, tabletas, teléfonos y celulares. Permite a los usuarios conectarse a los servidores Mindspark a través de un navegador de web.
Actualmente está disponible en los idiomas gujarati, hindi e inglés. La aplicación se desarrolla con conexión a internet, aunque también dispone de una versión sin conexión, pensada para los países con más problemas de conectividad.
Mindspark está siendo utilizado por estudiantes en países como India, los Emiratos Árabes Unidos y Estados Unidos
Además de para las escuelas, Mindspark está también disponible para particulares.

## Historia
El desarrollo de Mindspark empezó en 2009. Durante los primeros años, expertos de diferentes partes de India, empezaron a reunirse para compartir técnicas pedagógicas y desarrollar contenidos. Bangalore, Mumbai y Ahmedabad fueron los mayores centros de desarrollo de producto. 
Mindspark, en sus inicios, fue vendido a algunos colegios privados; más tarde, los servicios de Mindspark fueron extendidos a los barrios bajos de Delhi como parte del Mindspark Centers Project
Para el estado del Guyarat, en India, ha sido implementada una versión en Idioma guyaratí en las escuelas administradas por el gobierno .

## Filosofía
Mindspark fue creada como herramienta de autoaprendizaje, que no requeriría supervisión constante de un profesor.
Fue gradualmente aceptado como una solución rentable, escalable, que reduce el coste en profesores, y ayuda mejorar calidad de su instrucción, mayoritariamente de dentro de la comunidad local. Además, utilizando Mindspark, el alumnado aprende matemáticas y lengua, a partir del empleo de una teoría constructivista de aprender por contestar preguntas apropiadas a su nivel de entendimiento. 
Mindspark también detecta errores utilizando su base de datos educativa. Y corrige aquellos errores a través de técnicas pedagógicas probadas. 
Las preguntas están detenidamente clasificadas, hay un número muy grande de cuestiones, y gradualmente aumentan sus niveles de dificultad. 
Las preguntas son especialmente diseñadas para evaluar la comprensión y para ayudar al alumnado a resolver dudas.
Hay muy poco énfasis en la instrucción debido a la creencia de que los estudiantes aprenden cuando tienen que pensar - ya sea para responder a una pregunta, o hacer una actividad en la computadora. Además del constructivismo, Mindspark también emplea estrategias como gamificación y Behaviorismo para mejorar resultados.

## Características principales
Estas son algunas de las características principales del programa:
1. Estimula a los estudiantes a que hagan preguntas, desarrollen conceptos y se interesen por la asignatura.
2. Ayuda a los docentes a planear lecciones y a adoptar metodologías eficaces que ayudan al aprendizaje.
3. Es adaptable a diferentes currículos y programas escolares.
4. Entiende la capacidad de aprendizaje de un niño y se calibra de acuerdo con ella.
5. Proporciona contenido granular que permite un aprendizaje real.
6. Proporciona información exhaustiva sobre cada respuesta, ofreciendo siempre feedback.
7. Permite a los profesores tener conocimiento del panel de rendimiento de los estudiantes.
8. Da acceso a los profesores a los archivos de entrevistas con los estudiantes, para poder entender como piensan.
9. Permite ver vídeos sobre conceptos erróneos y técnicas de corrección de los mismos.

## Éxito
Mindspark actualmente tiene una cobertura anual de 80,000 estudiantes a través de India (alrededor 172,000 estudiantes han sido cubiertos desde entonces 2009).
Una de las razones principales del éxito de Mindspark es que este pone remedio a los errores identificados a través de 10 años de pruebas de funcionamiento con más de 2 millones de puntos de data.
Una evaluación del impacto independiente de Mindspark por un tercer partido (idinsight) se hizo durante dos años consecutivos (2012 y 2013) y mostró un impacto de 0.19 s.d